# Tampere
Tampere (phát âm tiếng Phần Lan: [ˈtɑmpere] ⓘ; tiếng Thụy Điển: Tammerfors [tamɛrˈfɔʂ]) là một thành phố ở tây nam Phần Lan bên con thác nối hai hồ Näsijärvi và Pyhäjärvi. Tampere là trung tâm chế tạo lớn và là thành phố lớn thứ 2 ở Phần Lan. Thành phố sản xuất: hàng giấy, da, kim loại. Thành phố Tampere có nhiều lễ hội hàng năm.

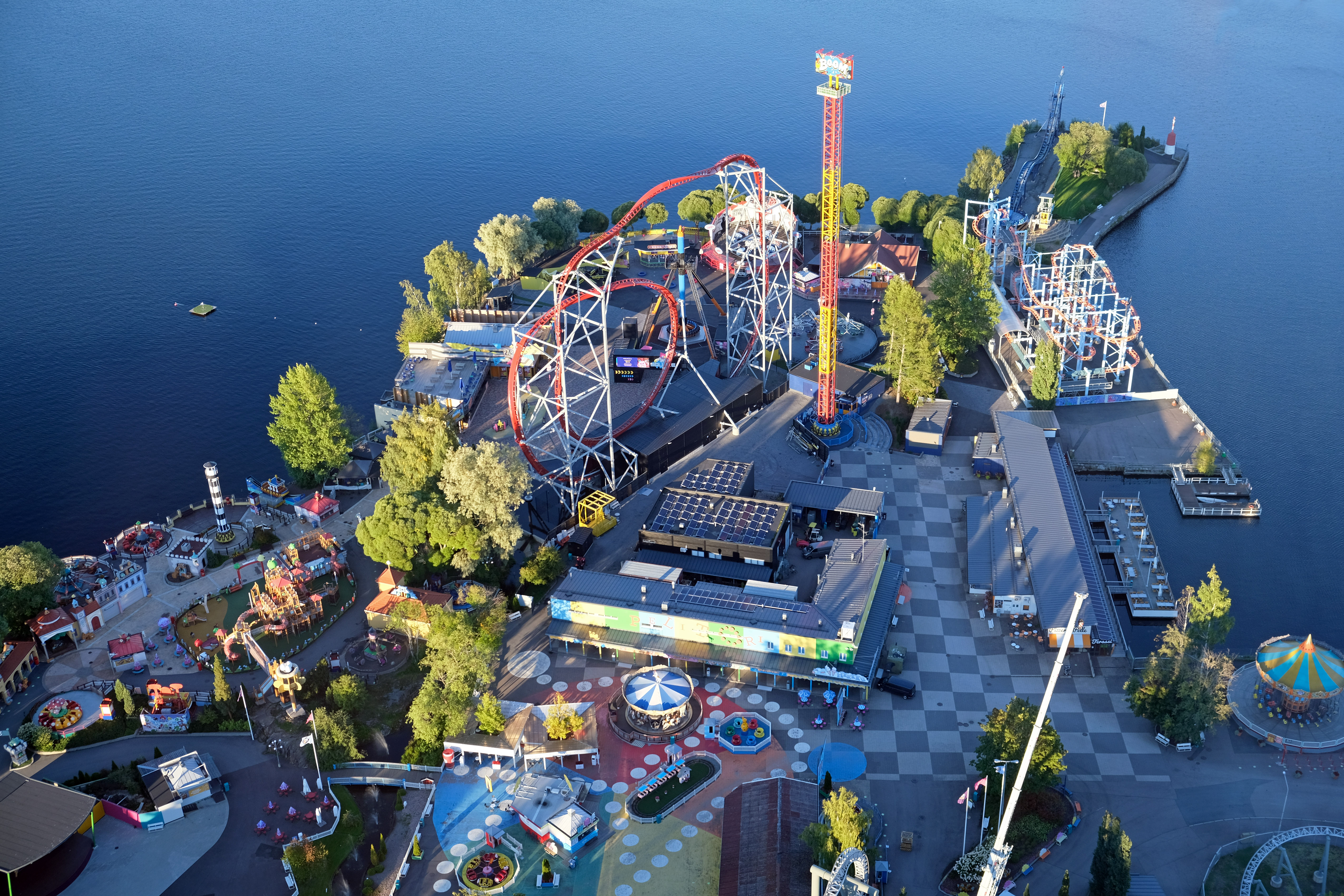
Särkänniemi, một công viên giải trí ở Tampere.

Tampere được thành lập năm 1779 và đã đóng vai trò quan trọng về công nghiệp trong thế kỷ 19. Năm 1918, Bạch Vệ đã đánh bại các lực lượng Bolshevik tại đây. Thành phố này có Đại học Tampere (thành lập năm 1925), Đại học Công nghệ Tampere (lập năm 1965). Dân số thành phố này là 208.000 người còn vùng đô thị có 300.000 dân. Đây là thành phố đông dân thứ 3 tại Phần Lan.

## Nhân vật nổi bật
- Toni Kuivasto
- Kiira Korpi
- Mikko Alatalo
- James Finlayson
- Veikko Haukkavaara
- Mika Koivuniemi
- Juice Leskinen
- Timo Jutila
- Väinö Linna
- Antero Manninen
- Kari Peitsamo
- Kalle Päätalo
- Hannu Salama
- Johanna Sinisalo
- Veltto Virtanen
- Raimo Helminen
- Hasse Wind
- Elias Viljanen
- Jonne Aaron
- Vesa Toskala
- Jukka Kristian Mikkonen

## Thành phố kết nghĩa
- Braşov, Romania
- Chemnitz, Đức
- Essen, Đức
- Kaunas, Lithuania
- Kiev, Ukraina
- Kópavogur, Iceland
- Linz, Áo
- Łódź, Ba Lan
- Miskolc, Hungary
- Nizhni Novgorod, Nga
- Norrköping, Thụy Điển
- Odense, Đan Mạch
- Olomouc, Cộng hòa Séc
- Syracuse, New York, Mỹ
- Tartu, Estonia
- Trondheim, Na Uy
- Saskatoon, Saskatchewan, Canada